# Uriu (gmina)
Uriu – gmina w Rumunii, w okręgu Bistrița-Năsăud. Obejmuje miejscowości Cristeștii Ciceului, Hășmașu Ciceului, Ilișua i Uriu. W 2011 roku liczyła 3208 mieszkańców.